# Abuso verbal
O abuso verbal (também conhecido como agressão verbal, ataque verbal, violência verbal, agressão verbal, agressão psíquica, ou violência psíquica) é um tipo de abuso psicológico/mental que envolve o uso de linguagem oral, gestual e escrita dirigida a uma vítima. O abuso verbal pode incluir os atos de assédio, uso de rótulos, insulto, repreensão, ou gritaria excessiva com um indivíduo. Também pode incluir o uso de pejorativo, a entrega de declarações destinadas a assustar, humilhação, denegrir ou menosprezar uma pessoa. Estes tipos de ataques podem resultar em angústia mental e/ou distress mocional para a vítima.
Agressão verbal e o abuso afeta todas as populações, culturas e indivíduos. Estas ações são psicologicamente prejudiciais e são consideradas formas de danos emocionais e físicos à vítima. Este tipo de comportamento deixa os indivíduos sentir-se mal consigo mesmos e pode levar ao desenvolvimento de inúmeros problemas e desordens de saúde negativos, tais como pensamentos suicidas,depressão, saúde física precária, ansiedade, comportamentos obsessivo-compulsivos, transtorno de personalidade, e até mesmo agressão.

## Tipos
As vítimas de abuso verbal podem apresentar comportamentos abusivos em relação a outros indivíduos. O abusos verbal e a agressão verbal podem tomar forma de muitas maneiras. Quando os indivíduos compreendem como o abuso verbal pode ser apresentado, eles podem analisar melhor e agir de acordo em certas situações. A agressão verbal pode ser definida como uma característica ou traço que leva uma pessoa a atacar os valores e conceitos próprios de outros, além ou ao invés de seus próprios valores e conceitos.
- Bullying –O uso da agressão física, psicológica e verbal para intimidar outros a se submeterem à vontade de outro e/ou causar transtorno emocional".[10] O bullying é tipicamente unilateral e não provocado pela vítima e pode estar presente em qualquer ambiente.[10]
- Gaslighting –  O agressor faz a vítima questionar não apenas a si mesmo, mas também a sua própria sanidade. Uma forma de os abusadores tendem a usar a iluminação com gás é questionando a vítima de uma maneira que faz com que ela questione suas próprias percepções das coisas. Os efeitos da iluminação com gás incluem, indivíduos que se vêem como pessoas de fora, que têm baixa auto-estima e que sentem que não têm apoio na tomada de decisões.[11]
- Acusações/Rejeição de delitos: Quando um indivíduo acusa falsamente outro indivíduo de realizar uma determinada ação; Quando um indivíduo nega suas ações realizadas contra outro indivíduo que poderia ter ou causou danos à vítima para a autopreservação e proteção do agressor. (A Gaslighting também se enquadra neste tipo de abuso).[12]
- Minimização  – Refere-se a quando o agressor está tentando reduzir a gravidade da situação e fazendo-a parecer insignificante para a vítima ou audiência.[13]
- Crime de ameaça – Quando um agressor usa palavras ou ações contra uma vítima que indicam se a vítima não cumpre determinadas situações e/ou ações, os danos serão infligidos a ela.[14]
- Xingamento – O uso de linguagem/nomes ofensivos para obter algo da situação (ex: ganhar um argumento) ou para sondar uma reação negativa de outro indivíduo ou situação; isto também é usado para induzir rejeição ou condenação sem considerar os fatos na situação.[15]

## Impactos

### Crianças e adolescentes
Pesquisas mostram que se uma criança jovem tem sido constantemente abusada verbalmente ao longo dos anos, ela começa a desenvolver sentimentos constantes de desconfiança, vergonha, dúvida, culpa e inferioridade. Estudos mostram que duas em cada três crianças americanas são vítimas da agressão verbal de seus pais, podendo afetar seu desenvolvimento mental, social e interpessoal durante os anos de desenvolvimento psicológico mais críticos, que são geralmente entre 2 e 19 anos de idade Foi descoberto que os comportamentos verbalmente abusivos em crianças pequenas são geralmente aprendidos através de um modelo adulto, como pais ou um responsável. Há várias maneiras pelas quais um responsável pode usar a comunicação verbal para abusar de uma criança: rejeitar o valor de uma criança, isola-la das experiências sociais, aterroriza-la com agressões verbais, ignorar suas necessidades, corromper sua visão sobre o mundo e ensiná-la que a atividade delinquente é normal, além de agredi-la verbalmente e pressiona-la demais para amadurecer mais rápido do que a taxa normal de maturidade para sua idade. As crianças que sofreram abuso verbal materno têm sido mais propensas a desenvolver transtornos de personalidade na adolescência e na adolescência adulta, também são conhecidas por desenvolver características obsessivas-compulsivas e comportamentos narcisistas.

### Estudantes universitários
Foi descoberto que o abuso verbal prejudica a autoestima dos estudantes, coloca a culpa irracional sobre eles mesmos e afeta sua saúde mental e as habilidades de interação social dos estudantes. Este tipo de abuso nos estudantes pode ser projetado através de seus pares e professores. Os efeitos do abuso verbal em uma criança pequena - desenvolvendo sentimentos negativos e em algumas ocorrências, distúrbios mentais - interfere na vida adulta jovem e quando eles estão entrando no ensino superior e chegam nessa fase, eles são mais propensos a experimentar bastante desses sentimentos negativos, distúrbios, e até mesmo têm uma chance maior de uso de drogas na vida adulta. Na população universitária, pesquisas demonstraram que uma das formas mais impactantes de abuso verbal foi o abuso verbal relacionado a colegas que começou com um estudante culpando outro colega por algo que ele não fez e se intensificou para gritar, praguejar e usar termos depreciativos; este tipo de abuso tem sido associado com o aumento dos riscos de o estudante cair em depressão, desenvolvendo ansiedade, raiva, hostilidade e outras barreiras emocionais.

### Gênero
Pesquisas têm mostrado que em alguns cenários de graduação - especificamente no ensino médio - a agressão verbal é predominante entre meninos e meninas de diferentes maneiras. Os meninos sofreram insultos e ameaças em maior escala, enquanto que as meninas sofreram maior número de chamadas de nomes sexuais. Os meninos eram frequentemente abusados verbalmente em relação à meninas, isto mostrou aos pesquisadores que estas características eram usadas para construir a masculinidade entre eles. Muitas vezes, os meninos são retratados como necessitando ser "duros" ou masculinos, para serem capazes de pintar esta imagem, eles frequentemente recorrem ao abuso verbal, o que por sua vez, os torna desfavoráveis às meninas. O raciocínio verbalmente abusivo das meninas para suas ações de abuso era que elas, por sua vez, eram vítimas de bullying e/ou abuso verbal por parte de seus pares e/ou instrutores, porque algumas das meninas exibiam o tipo errado de sexualidade, feminilidade e idade social - de acordo com os julgamentos de seus pares e instrutores.
Em alguns casos, as vítimas podem se tornar os perpetradores. Foi demonstrado que as mulheres hispânicas que sofreram conflitos verbais e/ou abusos com seu pai também passam a ter conflitos verbais e/ou abusos com sua filha. Quando as mães hispânicas exercem um alto nível de conflitos verbais e/ou abusos contra seu marido, é muito provável que sua filha também tenha um conflito com elas - seus pais - quando isto acontece, também se prevê que a filha continuará a ter os mesmos conflitos com seu parceiro. Na América, um grupo vulnerável à agressão verbal são as mulheres em idade universitária. 80% dessas mulheres estão cientes de que o abuso verbal é um problema grave e 25% delas relataram ter sofrido abuso verbal em uma relação íntima. Em outros casos, 65% das 358 mulheres grávidas de baixa renda afirmaram ter sofrido abuso verbal ou físico durante sua gravidez, sendo que as mulheres mais jovens experimentaram taxas significativamente mais altas desse abuso.

### Abuso no local de trabalho
O local de trabalho tem sido - e às vezes ainda é - um terreno fértil para a agressão verbal, comentários racistas e termos depreciativos foram disparados contra minorias étnicas. Embora pareça que esta questão tenha sido resolvida no local de trabalho porque estamos nos tornando mais inclusivos como sociedade, os agressores ainda encontraram maneiras de abusar das minorias étnicas verbalmente e não verbalmente no escritório. É mais discreto, mas os agressores ainda estão ferindo profundamente as minorias étnicas no local de trabalho ao atirar calúnias e comentários depreciativos contra eles. Em um estudo onde 1000 enfermeiras receberam um questionário e 46% responderam, 91% delas afirmaram ter sofrido abuso verbal no mês passado e mais de 50% delas disseram que não se sentiam capazes de responder ao abuso. Adultos que foram vítimas de abuso verbal e maus-tratos no local de trabalho foram mais suscetíveis a sofrer de doenças mentais e distúrbios sociais.

### Relacionamentos
Nas relações românticas, especificamente nas relações abusivas físicas e verbais, verificou-se que quando o casal tem um conflito, 53% das vítimas deste abuso dizem que a agressão física foi o fator que iniciou o conflito, enquanto 33% dos agressores, neste caso, afirmam que a agressão verbal foi o fator que desencadeou a questão. Nas relações conjugais, é comum ver que se um indivíduo - seja o marido ou a esposa - tem dificuldade em comunicar suas necessidades e expectativas ao parceiro, em vez de ter uma argumentação "saudável", ele recorre à agressão verbal contra o parceiro que, por sua vez, causa mais angústia e conflito no relacionamento. Assim como no local de trabalho, os adultos que sofreram violência do parceiro íntimo também tiveram sua saúde mental e morfologia cerebral afetadas.